# شاهدخت کریستینا، خانم مگنوسون
پرنسس کریستینا، خانم مگنوسون (Christina Louise Helena، زادهٔ ۳ اوت ۱۹۴۳) دختر شاهزاده گوستاف آدولف، دوک وستربوتن و خواهر کارل گوستاف شانزدهم پادشاه سوئد است. او معمولاً از نام «کریستینا مگنوسون» استفاده می‌کند.

## اوایل زندگی

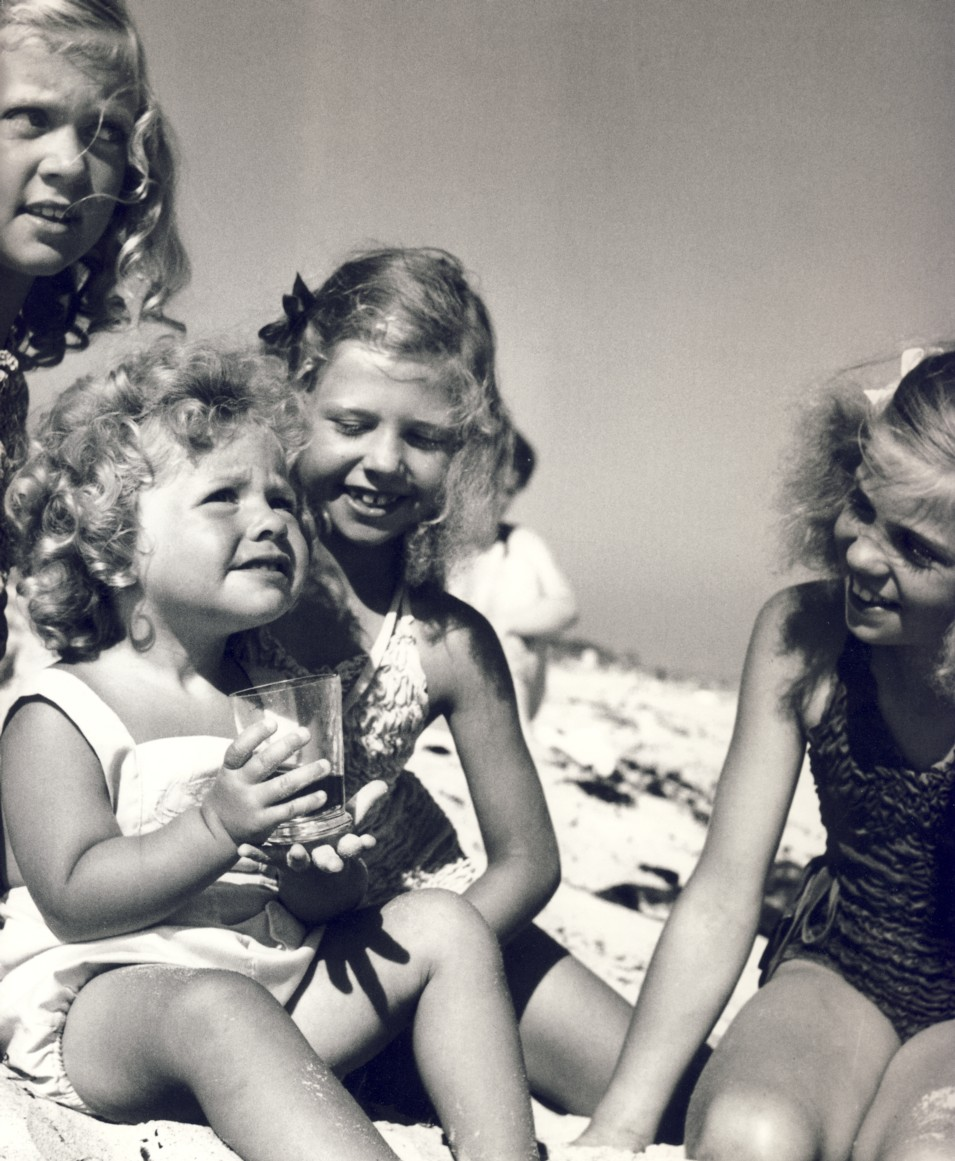
کریستینا (در جلو) در حال بازی با خواهرانش در سال ۱۹۴۵.

کریستینا در کاخ هاگا در خارج از استکهلم به عنوان فرزند چهارم و کوچکترین دختر شاهزاده گوستاف آدولف، دوک وستربوتن و شاهدخت سیبیلا از ساکس-کوبورگ-گوتا به دنیا آمد. او نوه پادشاه گوستاف ششم آدولف سوئد است.